# Montaut (Gers)
Montaut ist eine französische Gemeinde mit 123 Einwohnern (Stand 1. Januar 2022) im Département Gers in der Region Okzitanien. Sie gehört zum Arrondissement Mirande und zum Kanton Mirande-Astarac.
Nachbargemeinden sind Sainte-Dode im Nordwesten, Saint-Michel im Norden, Sauviac im Osten, Viozan im Südosten, Sainte-Aurence-Cazaux im Süden, Barcugnan im Südwesten und Mont-de-Marrast im Westen.

## Bevölkerungsentwicklung

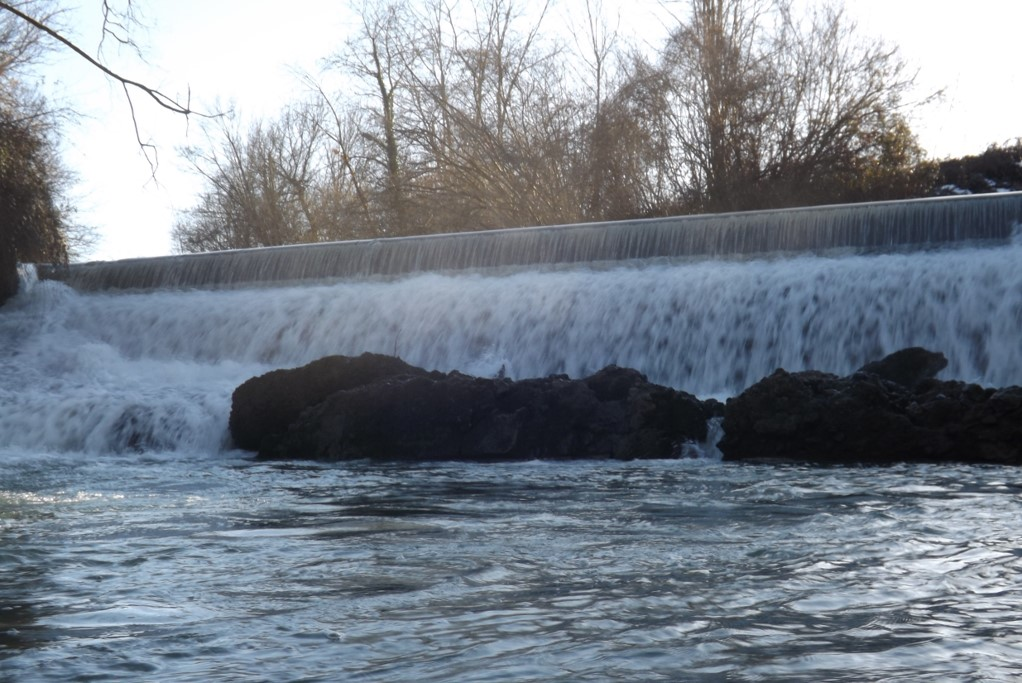
Flusswehr in der Baïse bei Montaut

| Jahr                       | 1962 | 1968 | 1975 | 1982 | 1990 | 1999 | 2008 | 2015 |
| -------------------------- | ---- | ---- | ---- | ---- | ---- | ---- | ---- | ---- |
| Einwohner                  | 216  | 201  | 179  | 154  | 134  | 117  | 118  | 116  |
| Quellen: Cassini und INSEE |      |      |      |      |      |      |      |      |